# Josip Drmić
Josip Drmić, född 8 augusti 1992 i Lachen, är en schweizisk fotbollsspelare (anfallare) som spelar för kroatiska klubben Dinamo Zagreb. Han spelar också för det schweiziska landslaget.

## Klubbkarriär
Den 24 juni 2019 värvades Drmić av Norwich City, där han skrev på ett treårskontrakt. Den 5 februari 2021 lånades Drmić ut till Rijeka på ett låneavtal över resten av säsongen 2020/2021. Den 6 juli 2021 förlängdes låneavtalet över säsongen 2021/2022.
Den 1 juli 2022 köptes Drmic av kroatiska klubben Dinamo Zagreb på ett tvåårskontrakt.

## Landslagskarriär
Drmić debuterade för Schweiz landslag den 11 september 2012 i en 2–0-vinst över Albanien i kvalet till VM 2014. Han var uttagen i Schweiz trupp till VM i fotboll 2014.